# Cambarellus montezumae
Cambarellus montezumae es una especie de crustáceo decápodo dulceacuícola, endémica México, conocida comúnmente con el nombre de acocil.

## Descripción
Estos crustáceos alcanzan un tamaño de hasta 40 mm. Normalmente, las hembras son de un tamaño mayor al de los machos. Son de un color café claro hasta café oscuro, y, a menudo, las pinzas del macho tienen un tono rojizo.
Cambarellus montezumae tiene una expectativa de vida de hasta 15 meses en condiciones naturales, en cautiverio puede llegar a vivir aproximadamente 2 años.

## Distribución y hábitat
Cambarellus montezumae se encuentra en ríos, lagos, presas, bordos y canales en la zona central de México, donde habita entre las raíces de la vegetación riparia en los primeros 50 cm de profundidad.
El agua que habita tiene un pH entre los 7,6 y los 9, aunque se mantenga alrededor de 8 la mayor parte del año.
Este crustáceo soporta temperaturas entre los 10 °C y 25 °C. El promedio en su ambiente natural es de entre 17 °C y 23 °C.

## Comportamiento
Se alimenta de vegetación acuática, detritus, al igual que de pequeños vertebrados e invertebrados en las aguas donde habita.

### Reproducción
Cambarellus montezumae es una especie ovípara. La reproducción se da durante todo el año, aunque, al parecer, se acentúe durante el verano. Las hembras tienen una fecundidad máxima de hasta 120 huevos. Ambos, machos y hembras, alcanzan la madurez sexual a los 9 meses y medio, aproximadamente.

## Relaciones con el hombre
Este crustáceo ha sido bien conocido por la población del centro de México, la cual lo ha apreciado como complemento alimenticio desde la época precolombina.
En la actualidad Cambarellus montezumae ha ganado fama en la acuariofilia como un apreciado habitante de acuarios en todo el mundo.